# Petroșani
Petroșani (německy Petroschen, maďarsky Petrozsény) je město v rumunské župě Hunedoara. Ve městě žije přibližně 31 tisíc obyvatel.

## Historie
Město bylo založeno v 17. století (okolo 1640), historicky bylo součástí Uherska. Při sčítání lidu v roce 1818 mělo Petroșani 233 obyvatel. V této době bylo hlavním zaměstnáním lidí pastevectví. Kolem roku 1840 začala v Petroșani, Vulcanu a Petrile povrchová těžba uhlí. Do města byla přivedena železniční trať ze Simerie 28. srpna 1870. Ve 20. století (během období komunistického režimu) zde došlo k masivnímu nárůstu počtu obyvatelstva.